# Волинцівське водосховище
Воли́нцівське водосховище (побутова назва — «Третій Ставок») — штучна водойма озерного типу на схід від міста Єнакієвого в Донецькій області. Площа — понад 3 км². Використовується для зберігання запасів питної води, призначеної для водопостачання міста Єнакієве і довколишніх міст. Разом з Вільхівським водосховищем забезпечує питною водою 15 міст Донецької області з загальною чисельністю населення понад 1 млн чол.

## Фізико-географічна характеристика
На березі Волинцівського водосховища (утворено річкою Булавинка) розташований лісовий заказник місцевого значення — Урочище Розсохувате.

## Історія
Споруджене 1936 для водопостачання м. Єнакієвого. Після німецько-радянської війни відбудоване 1946 року. З переведенням м. Єнакієвого на водопостачання з каналу Сіверський Донець — Донбас, виконує роль резервного джерела та використовується для зрошування (1978—300 га).

## Екологічні проблеми
Основними забруднювачами Волинцівського водосховища є шахтні води шахт № 3 ш/у «Олександрівське», «Вуглегірської», «Булавинська» і «Ольховатська» ВО «Орджонікідзевугілля». Скидаються шахтні води, які мають високу мінералізацію від 1,4 до 2,1 г/л. Рівень мікробного забруднення шахтних вод перевищує гігієнічний норматив від 2,5 до 240 раз.